# 10864 Yamagatashi
10864 Yamagatashi è un asteroide della fascia principale. Scoperto nel 1995, presenta un'orbita caratterizzata da un semiasse maggiore pari a 3,1714288 UA e da un'eccentricità di 0,1227299, inclinata di 12,36348° rispetto all'eclittica.